# Lauch Faircloth

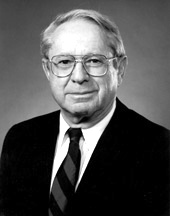
Lauch Faircloth.

Duncan McLauchlin "Lauch" Faircloth, född 14 januari 1928 i Sampson County, North Carolina, död 14 september 2023 i Clinton, North Carolina, var en amerikansk politiker. Han representerade delstaten North Carolina för republikanerna i USA:s senat 1993–1999.
Faircloth gick i skola i Roseboro High School i Sampson County. Han var verksam inom jordbrukssektorn, bilhandeln samt fastighets- och byggbranscherna i North Carolina.
Faircloth var länge med i demokraterna. Han var senator W. Kerr Scotts chaufför på 1950-talet. Faircloth förlorade i demokraternas primärval inför guvernörsvalet i North Carolina 1984.
Faircloth bytte 1990 parti till republikanerna. Han besegrade sittande senatorn Terry Sanford i senatsvalet 1992. Han kandiderade sex år senare till omval men besegrades av John Edwards.